# Центральный банк Боливии
Центральный банк Боливии (исп. Banco central de Bolivia) — центральный банк Многонационального Государства Боливия.

## История

### Основание
31 декабря 1913 года монопольное право выпуска банкнот получил Банк боливийской нации. 20 июля 1928 года Банк боливийской нации был преобразован в Центральный банк боливийской нации. 20 апреля 1929 года банк был переименован в Центральный банк Боливии. 

### 1920 — 1940
Создание Центрального банка было частью экономических реформ, направленных на стабилизацию финансовой системы. Основной целью БЦБ было регулирование денежной массы и поддержание стабильности национальной валюты. В первые годы своей деятельности банк занимался эмиссией новых банкнот и контролем за банковской системой страны.

### 1950 — 1980
В 1957 году БЦБ получил более широкие полномочия, включая управление валютной системой и внутренней и внешней финансовой политикой. В последующие годы, особенно в 1960-е и 1970-е, экономическая нестабильность в Боливии продолжала оставаться проблемой. Инфляция, политические перевороты и экономические кризисы оказывали значительное влияние на деятельность Центрального банка.

### Экономические кризисы и реформы (1980 — 2000)
В 1980-х годах Боливия столкнулась с серьезным гиперинфляционным кризисом, который вынудил правительство принять решительные меры. В 1985 году была проведена экономическая реформа, в рамках которой Центральный банк получил дополнительную независимость от государственного контроля.
В 1993 году Центральный банк был реорганизован, и его функции были перераспределены с целью повышения прозрачности и эффективности.

### 2000 —н.в.
В начале 2000-х годов Боливия продолжила проводить экономические реформы, направленные на улучшение макроэкономической стабильности и снижение уровня инфляции. Центральный банк сыграл важную роль в этом процессе, сосредоточившись на контроле над инфляцией и поддержании стабильности валютного курса.